# Дневник (1902 – 1944)
Вижте пояснителната страница за други значения на Дневник.
Дневник е български ежедневен вестник, излизал между 1902 и 1944 г. Негов основател и ръководител е журналистът Георги Николов. От 1903 г. „Дневник“ се налага като лидер на информационния печат в България. Изплащането на закупената нова печатарска техника обаче влошава финансовото положение на изданието и между издателите избухват спорове кой е виновен и откъде да се вземат свежи пари. В началото на 1907 г. Атанас Дамянов влага капитали в изпадналия във финансови затруднения вестник „Дневник“ и по този начин става негов управител и директор през август 1907 г.
Дамянов започва модернизация: през 1909 г. доставя първата в България и на Балканите вестникарска ротативна преса с четири цвята. Закупува и две линотипни машини. Дамянов привлича в редакцията на вестника редица журналисти, и опитни и млади. Сред тях са д-р Владимир Бурилков, Стефан Танев, Петър Завоев, Коста Купенков, Ставри Наумов, Христо Абрашев, Милко Пенев, Матей Бончев – Бръшлян и Емил Козяк – Чермак. Променен е и обликът на „Дневник“. Въведени са нови рубрики и отдели, които разнообразяват съдържанието, а във всеки брой излизат карикатури или снимки. Всички тези промени водят до нарастване на авторитета и тиража на вестника и той достига 40 хиляди копия.